# Léandre Chouya
Léandre Chouya, né le 16 août 1972 à Tourcoing, était un footballeur français. Il était milieu de terrain. Il s'est reconverti comme agent de joueurs.

## Biographie
Formé à Lens, Léandre Chouya joue principalement en faveur d'Amiens et de Wasquehal.
Au total, il dispute 3 matchs en Division 1 et 133 matchs en Division 2.

## Carrière
- 1991-1994 : RC Lens (3 matches - 0 but)
- 1994-1997 : Amiens SC (91 matches - 0 but)
- 1997-1999 : ES Wasquehal (22 matches - 0 but)
- 1999-2000 : Vendée Luçon Football[2]